# Певица Перна
Певица Перна (1977) — вторая книга трилогии «Арфистка Менолли» или «Песнь Перна» фантастической эпопеи «Всадники Перна» американской писательницы Энн МакКефри.

## Описание сюжета
Хронологически сюжет романа развивается параллельно с последней четвертью романа «Странствия дракона». Он начинается на следующий день после Запечатления Рута лордом Джексомом и завершается через три дня после попытки достижения Ф’Нором Алой Звезды, охватывая ровно одну неделю.
Менолли наконец попадает в цех арфистов, вытянутая из Вейра Бенден обманным манёвром мастера Робинтона. Она начинает обучение в качестве арфистки — что беспрецедентно для женщин Перна. Наличие у неё девяти файров вызывает у многих неприязнь и зависть, но находятся также и те, кто готов стать ей настоящими друзьями. Менолли предстоит доказать всем, что её талант достоин цеха арфистов, а она сама — соответствующего звания, невзирая на любые препоны.

## Персонажи

### Действующие лица
| Имя персонажа | Краткая характеристика |
| ------------- | --- |
| Менолли       | арфистка, хозяйка девяти файров, личная ученица мастера Робинтона. Файры: золотая Красотка, бронзовые Крепыш и Нырок, коричневые Лентяй, Кривляка и Рыжик, голубой Дядюшка, зеленые Тетушка Первая и Тетушка Вторая |
| Пьемур        | Ученик-арфист, личный ученик мастера Шоганара, вокалист |
| Сибел         | Подмастерье-арфист. Файр: золотая Кими |
| Робинтон      | Главный арфист Перна, мастер-арфист. Файр: бронзовый Заир |
| Сильвина      | Главная Смотрительница Цеха арфистов |
| Домис         | мастер-арфист, композитор |
| Шоганар       | мастер-арфист, мастер вокала |
| Брудеган      | подмастерье-арфист, хормейстер |
| Камо          | рабочий на кухне, страдает слабоумием |
| Олдайв        | Мастер-целитель Перна, страдает сильным искривлением позвоночника |
| Тальмор       | подмастерье-арфист |
| Арнор         | мастер-арфист, хранитель архивов |
| Данка         | домоправительница при Цехе арфистов |
| Дерментли     | подмастерье-арфист, личный ученик мастера Арнора |
| Джеринт       | мастер-арфист, мастер по изготовлению инструментов |
| Моршал        | мастер-арфист, преподаватель основ музыкальной грамоты |
| Т’Геллан      | командир крыла Вейра Бенден. Дракон — бронзовый Монарт |
| Пона          | знатная девица на обучении в цехе арфистов, внучка лорда-правителя холда Болл Сенджела |
| Аудива        | знатная девица на обучении в цехе арфистов, подруга Менолли |
| Грох          | лорд холда Форт. Файр: золотая Мерга |
| Бенис         | сын лорда Гроха, кавалер Поны |
| Лиганд        | подмастерье-кожевник |

## Интересные факты
В романах «Песни Перна» и «Певица Перна» многократно подчёркивается, что арфистами были мужчины, и девушка — арфист — это нечто невообразимое, «неподвластное погрязшим в косности умам». Этот факт является сюжетообразующим, на нём строится противостояние между Менолли и обществом. Менолли упоминает, что Петирон, поощряя её занятия музыкой, не брал её ученицей официально, ссылаясь на невозможность для девушки стать арфисткой. Однако, в произведении «Мастер-арфист» чётко указано, что Мерелан, мать Робинтона и супруга Петирона, была мастером арфистов, мастером голоса, и преподавала вокал в Главном Цехе Арфистов. При этом, в романе «Певица Перна» Сильвина, рассказывая Менолли о Мерелан, говорит только о том, что у неё был великолепный голос, не упоминая звания мастера-арфиста.